# Dagmar Altrichter
Dagmar Altrichter, verwitwet Dagmar Altrichter-Schons, (* 20. September 1924 in Berlin-Wilmersdorf; † 20. Juli 2010
in Lüdersdorf) war eine deutsche Schauspielerin, Hörspiel- und Synchronsprecherin. Bekannt als Synchronsprecherin wurde sie u. a. als Stimme von Angela Lansbury in der Serie Mord ist ihr Hobby.

## Leben
Dagmar Altrichter besuchte das Lyzeum in Berlin und begann 1940 bei Lyda Wegener ihre Ausbildung an der Berliner Schauspielschule, wechselte jedoch 1942 vor ihrem Abschluss an das Landestheater Mark Brandenburg. Ihr erstes Engagement hatte sie am Theater am Kurfürstendamm. Später war Altrichter mit einem breitgefächerten Rollenrepertoire an zahlreichen Hamburger Häusern vertreten. Bereits nach dem Krieg hörte man ihre charakteristische Stimme zudem in zahlreichen Radio-Hörspielen, unter anderem von Helmut Käutner und Günter Eich, die heute als Klassiker gelten.
Seit den 1960er Jahren stand sie in Kinofilmen und Fernsehspielen vor der Kamera, etwa in Meines Vaters Pferde I. Teil Lena und Nicoline und Meines Vaters Pferde II. Teil Seine dritte Frau sowie der Komödie Fisch zu viert. Hauptsächlich war sie aber als deutsche Synchronstimme für zahlreiche Hollywoodgrößen tätig, unter anderem für Ingrid Bergman in Mord im Orient-Express, Ava Gardner, Elizabeth Taylor, Deborah Kerr, Maggie Smith in Eine Leiche zum Dessert, Lily Tomlin in Solo für 2, Janet Leigh in The Fog – Nebel des Grauens und vor allem Angela Lansbury in der Fernsehserie Mord ist ihr Hobby. Auch dem Bordcomputer Mutter in Alien – Das unheimliche Wesen aus einer fremden Welt lieh sie in der deutschen Fassung ihre Stimme.
Im Jahr 1991 hatte sie einen Kurzauftritt in Loriots Kinofilm Pappa ante portas. Zuletzt stand Dagmar Altrichter zu ihrem 80. Geburtstag auf der Bühne, als sie in Wuppertal, Duisburg und Bochum im Stück Amnesie ihres Sohnes Andreas Schnabel die Rolle der Konsulin Mehlmann spielte.
Dagmar Altrichter, die seit 1977 mit ihrem Kollegen Hans E. Schons verheiratet war, war Mutter dreier Kinder: es sind die promovierte Kulturwissenschaftlerin und Hörspiel-Autorin Viola Altrichter, der NDR-Redakteur und Kochbuch-Autor Michael Altrichter sowie der freie Autor Andreas Schnabel.

## Filmografie
- 1943/44: Eine kleine Sommermelodie (UA: 1982)
- 1945: Heidesommer
- 1949: Die Andere
- 1949: Der dritte Mann
- 1954: Meines Vaters Pferde I. Teil Lena und Nicoline
- 1954: Meines Vaters Pferde II. Teil Seine dritte Frau
- 1954: Der ungebetene Gast (Fernsehfilm)
- 1959: Die Gerechten (Fernsehfilm)
- 1961: Die Journalisten (Fernsehfilm)
- 1962: Das Abschiedsgeschenk (Fernsehfilm)
- 1962: Mr. Pim möchte nicht stören (Fernsehfilm)
- 1962: Der Schlaf der Gerechten (Fernsehfilm)
- 1964: Amouren (Fernsehfilm)
- 1964: Karl Sand (Fernsehfilm)
- 1964: Die Brücke von Estaban (Fernsehfilm)
- 1964: Asmodée (Fernsehfilm)
- 1964: Gewagtes Spiel (Fernsehserie, Episode: Der unersetzliche Verlust)
- 1965: Acht Stunden Zeit (Fernsehfilm)
- 1965: Die Schlüssel (Fernseh-Dreiteiler)
- 1965: Die fünfte Kolonne (Fernsehserie, Episode: Zwielicht)
- 1965: Der Sündenbock (Fernsehfilm)
- 1965: Olivia (Fernsehfilm)
- 1966: Wie wär’s, Monsieur? (Fernsehfilm)
- 1966: Pontius Pilatus (Fernsehfilm)
- 1966: Quadrille (Fernsehfilm)
- 1966: Die Geschichte des Rittmeisters Schach von Wuthenow (Fernsehfilm)
- 1967: Tagebücher (Fernsehfilm)
- 1967: Lord Arthur Saviles Verbrechen (Fernsehfilm)
- 1968: Bel Ami (Fernsehfilm)
- 1969: Ein Charleston für Lady Mac’ Beth (Fernsehfilm)
- 1969: Heintje – Ein Herz geht auf Reisen
- 1969: Bischof Ketteler (Fernsehfilm)
- 1970: Endspurt (Fernsehfilm)
- 1971: No, No Nanette (Fernsehfilm)
- 1972: Sprungbrett (Fernsehserie, Episode: Kleine Fische für Claudia)
- 1972: Berlin, Keithstraße 30 (Fernsehserie, 13 Folgen)
- 1973: Victor oder Die Kinder an die Macht (Fernsehfilm)
- 1974: Der Macher oder Warten auf Godeau (Fernsehfilm)
- 1974: Die preußische Heirat (Fernsehfilm)
- 1977: Onkel Silas (Fernsehzweiteiler)
- 1978: Kommissariat 9 (Fernsehserie, Folge Der Preisbrecher)
- 1979: Gedankenketten (Fernsehfilm)
- 1983: Tatort – Fluppys Masche (Fernsehreihe)
- 1987: Waltraud und Heinz Bach – Die Sprachlosigkeit eines alternden Ehepaares
- 1987: Zwei alte Tanten geben Gas (Fernsehserie)
- 1988: Ein Schweizer namens Nötzli
- 1991: Pappa ante portas
- 2000: Scharf aufs Leben (Fernsehfilm)

## Hörspiele (Auswahl)
Für den Zeitraum von 1945 bis 2002 enthält die ARD-Hörspieldatenbank 252 Datensätze (Stand: März 2022), in denen Dagmar Altrichter als Sprecherin geführt ist.
- 1945: Thornton Wilder: Unsere kleine Stadt (Our Town) (Emily Webb) – Bearbeitung und Regie: Helmut Käutner (Hörspielbearbeitung – NWDR Hamburg)
- 1945: Gerhart Hauptmann: Der Biberpelz – Regie: Ludwig Cremer (Hörspielbearbeitung – NWDR Hamburg)
- 1948: Alexander Puschkin: Dunia (Dunia) – Regie: Günther Schnabel (Hörspielbearbeitung – NWDR Hamburg)
- 1948: Kurt Reiss: Hörspiele der Zeit (1. Folge: Das Ei der Columba) (Columba) – Regie: Kurt Reiss (Hörspiel – NWDR Hamburg)
- 1949: Hans Egon Gerlach: Goethe erzählt sein Leben – Regie: Ludwig Cremer (Teil 2); Mathias Wieman (Teil 6) (Hörbild – NWDR Hamburg)
- 1952: Paul Verhoeven, Toni Impekoven: Das kleine Hofkonzert – Regie: Heinz-Günter Stamm (Hörspielbearbeitung – BRBR)
- 1957: Hermann Bahr: Das Konzert – Regie: Fritz Schröder-Jahn (SDR)
- 1958: Yukio Mishima: Das Traumkissen – Regie: Carl Nagel
- 2002: Damien Owens: Schlimmer geht immer (1. Teil) (Nonne) – Bearbeitung und Regie: Robert Schoen (Hörspielbearbeitung – SWR)